# Braunfrösche

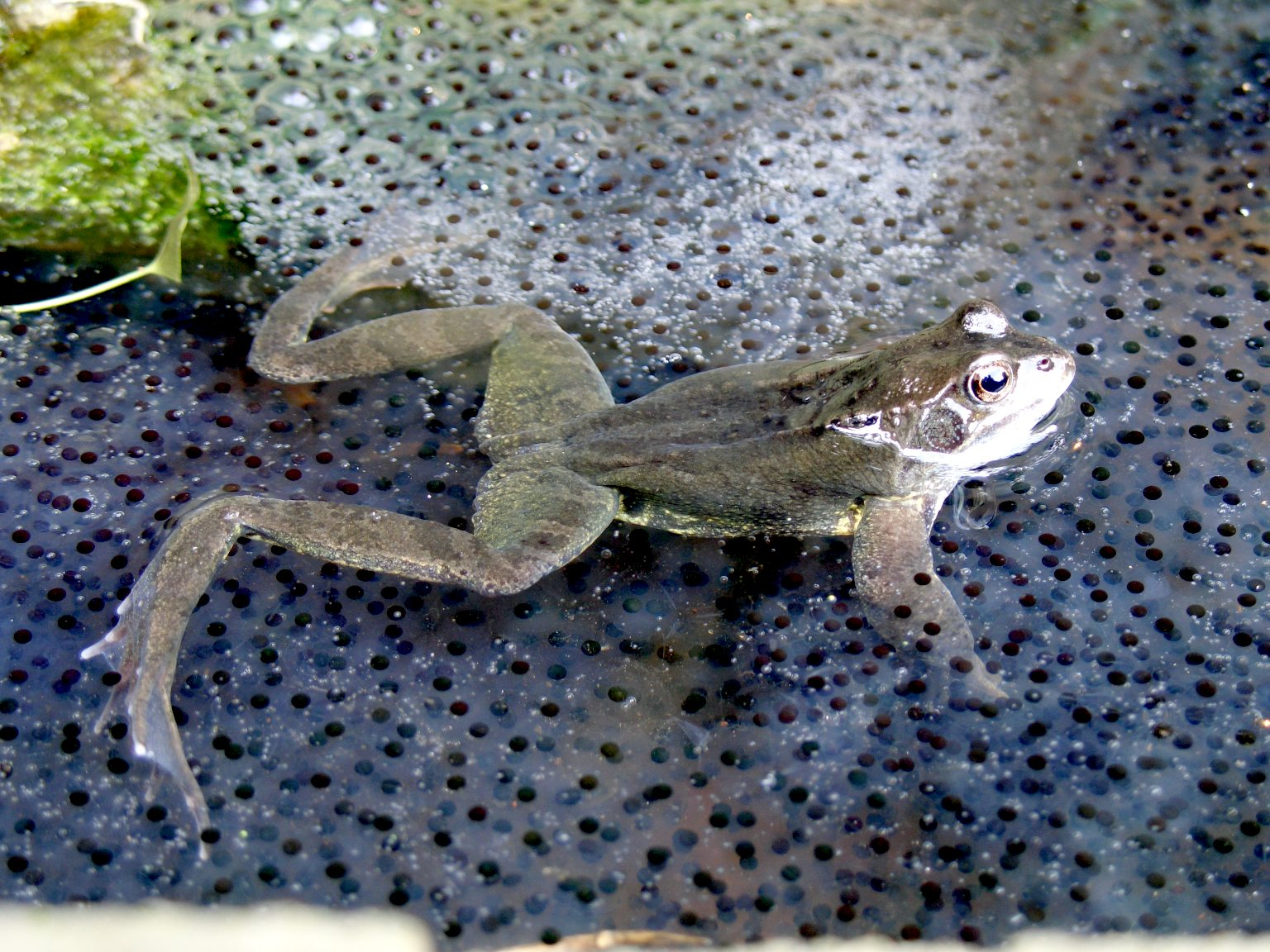
Grasfrosch (Rana temporaria), Männchen zwischen Laich

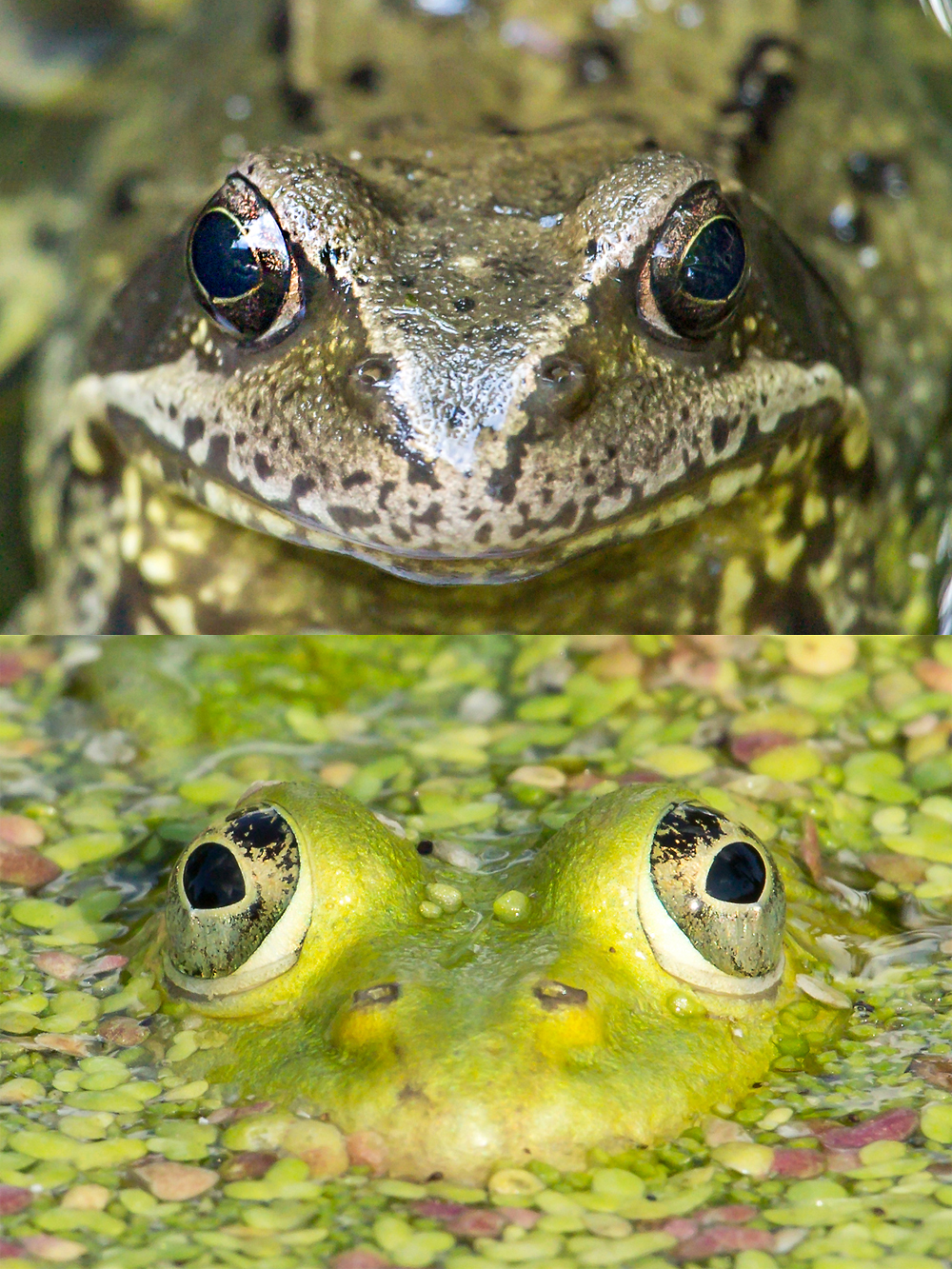
Bei Braunfröschen (oben ein Grasfrosch) sind die Augen typischerweise nicht so sehr nach oben ausgerichtet wie bei den stärker aquatisch lebenden Grün- oder Wasserfröschen (hier: Teichfrosch)

Unter dem Begriff Braunfrösche werden verschiedene holarktisch verbreitete Arten von Froschlurchen aus der Gattung der Echten Frösche (Rana) zusammengefasst, die sich in morphologischen und ökologischen Merkmalen nahestehen und gegenüber anderen Fröschen (insbesondere: Wasserfröschen) abgrenzen. Im Aussehen sind eine meist bräunliche Grundfärbung der Oberseite, das Vorhandensein eines dreieckigen, dunklen „Schläfenflecks“ hinter jedem Auge und ein relativ weiter Augenabstand charakteristisch. Die Paarungsrufe der Männchen sind vergleichsweise leise, da diese über keine oder nur über innere Schallblasen verfügen.
Ökologisch zeichnen sich Braunfrösche durch eine im Jahresverlauf überwiegend terrestrische Lebensweise (Ausnahme: einige südeuropäische Arten, die permanent an Gebirgsbächen leben) und ihre Eigenschaft als „Explosivlaicher“ aus. Die adulten Tiere einer Population versammeln sich direkt nach der Winterruhe kollektiv an einem – in der Regel angestammten – Laichgewässer, um dann innerhalb weniger Tage größere Mengen Laich in Form von Ballen im flachen Wasser zurückzulassen. Danach kehren sie rasch in ihre Landlebensräume (oft Wälder, Moore, gehölzdurchsetztes Wiesen-/Weideland) zurück.
In Mitteleuropa werden folgende Arten zu dieser Gruppe gezählt:
- Grasfrosch (Rana temporaria)[3][4]
- Moorfrosch (Rana arvalis)[3][5]
- Springfrosch (Rana dalmatina)

In Südeuropa kommen folgende Arten vor:
- Italienischer Springfrosch (Rana  latastei)
- Griechischer Frosch (Rana graeca)[7]
- Italienischer Frosch (Rana italica)
- Spanischer Frosch (Rana iberica)[4]
- Pyrenäenfrosch (Rana pyrenaica)

In Kleinasien und Kaukasien gehört unter anderem dazu:
- Kleinasiatischer Braunfrosch (Rana macrocnemis)[8]

In Nordamerika kann unter anderem der Waldfrosch (Rana sylvatica/Lithobates sylvaticus) als ein „Braunfrosch“  bezeichnet werden.